# Erős Béla (főhadnagy)
Erős Béla (Piricse, 1829. augusztus 11. -  Érsemjén, 1876. február 1. honvéd főhadnagy. Az Erőss család lengyelfalvi ágának leszármazottja.

## Életútja
Szülei lengyelfalvi gróf Erős István és Fráter Borbála. Bátyja Erős Kálmán honvéd százados, lánytestére Erőss Johanna, apagyi Apagyi Antal honvéd hadnagy felesége.
1843-tól hadfi a 34. gyalogezredben, majd 1846-től a 6. Württemberg huszárezredben. 1847-ben előléptetik hadnaggyá. 1848. szeptember 7-én a magyar hadügyminisztérium főhadnaggyá lépteti elő. Októberben ezredével csatlakozik a honvédsereghez, ezrede a feldunai sereghez beosztott osztályánál szolgál. 1849. február elejétől Debrecenben betegeskedik, majd május 4-én ezredét az erdélyi seregben szolgáló osztályához osztják be. Július 22-én báró Stein Miksa ezredes jelenti, hogy oda még nem vonult be.
A szabadságharc után  feleségül veszi Balogh Zsuzsannát, akivel Fényeslitkére, majd Érsemjénre költöznek, ahol 1876. február 1-jén halt meg.